# Zisterzienserinnenkloster in der Lehr (Koblenz)
Das Zisterzienserinnenkloster in der Lehr (auch: in der Leer) war von 1244 bis 1580 ein Kloster der Zisterzienserinnen in Koblenz in Rheinland-Pfalz.

## Geschichte
1244 stiftete Benigna von Helfenstein, die bereits einer Schwesternsammlung (Beginengemeinschaft) vorstand, das Marienkloster „retro Lere“ („hinter der Lehr oder Leer“), das vom Kloster Himmerod beaufsichtigt wurde. 1290 weihte der Trierer Erzbischof Boemund I. von Warsberg die Kirche ein. Mehrfach wurden dem Kloster Ablässe gewährt. In der Zeit der Gegenreformation beschloss Erzbischof Jakob III. von Eltz, der in den Klostergebäuden Jesuiten ansiedeln wollte, in absolutistischer Manier den Umzug der Nonnen in das nur noch mit zwei Augustiner-Chorherren besetzte Kloster Niederwerth. Erst durch die Androhung des Kirchenbanns gelang es ihm, den Widerstand der Schwestern zu brechen, und so wechselten die Nonnen 1580 in Begleitung des Abtes Johann VI. von Cochem auf die Rheininsel Niederwerth, wo der Konvent bis 1811 bestand. In Koblenz (Jesuitenplatz) steht die Jesuitenkirche an der Stelle der früheren Klosterkirche. Teile des Langchors stammen aus der Zeit der Zisterzienserinnen.

## Handbuchliteratur
- Gereon Christoph Maria Becking: Zisterzienserklöster in Europa, Kartensammlung. Lukas Verlag, Berlin 2000, ISBN 3-931836-44-4, S. 54 C.
- Bernard Peugniez: Guide Routier de l’Europe Cistercienne. Editions du Signe, Straßburg 2012, S. 577.
- Peter Pfister: Klosterführer aller Zisterzienserklöster im deutschsprachigen Raum. 2. Auflage, Kunstverlag Josef Fink, Lindenberg 1998, S. 407.